# Sofiivka, Hmilnîk
Sofiivka (în ucraineană Софіївка) este un sat în comuna Tereșpil din raionul Hmilnîk, regiunea Vinnița, Ucraina.

## Demografie
Componența lingvistică a localității Sofiivka
     Ucraineană (98,84%)
     Rusă (1,16%)
Conform recensământului din 2001, majoritatea populației localității Sofiivka era vorbitoare de ucraineană (98,84%), existând în minoritate și vorbitori de rusă (1,16%).